# A5404S
A5404S（えーごーよんぜろよんえす）とは、ソニー・エリクソン・モバイルコミュニケーションズ（現：ソニーモバイルコミュニケーションズ）によって開発され、KDDIのauブランドで販売されたCDMA 1Xの携帯電話端末製品。

## 概要
EZナビ(GPS)搭載、EZムービーMサイズの送受信に対応したA5400番台のソニー・エリクソン製CDMA 1X端末としては前モデルのA5402Sに続く2機種目で、A5000番台の同社製端末としては事実上最後のモデルである。CPUコアにARM7、ベースバンドチップはクアルコムMSM5100、音源チップは64和音のヤマハMA-5、Phase2.5のEZアプリ (Java)実行環境等を持つ。
広告のキャッチフレーズは『ムービーのためのデザイン。ムービーのためのスペック。』で、最大のアピールポイントはソニー製のテレビや専用レコーダなどの機器を用いてメモリースティックに録画した「モバイルムービー」形式(LP2モード、176×144ピクセル,15fps)の動画が再生可能なことであった。メモリースティックビデオフォーマットへの移行に伴いモバイルムービーは1年程度で規格が打ち切られたが、(録画した)テレビ番組を携帯電話で視聴するコンセプトをいち早く提示した。ちなみに120分のモバイルムービー動画を再生した後でも30分程度の通話（待受2日程度）が可能な電池残量を確保していた。
ヒンジ開度を120度付近で固定(120°クリックメカニズム)可能で、通話用マイク付近にフィルム型アンテナを内蔵し底面をフラットにする事で机上に設置(デスクトップスタイル)して映像を鑑賞する際の安定性、視認性を高めている。ヒンジは約170度付近まで開くことが出来る。「Style-Upパネル」等を用いた外装部分の着せ替えには対応しない。
有効130万画素のCCDカメラにより最大でSXGAサイズの静止画、QVGAサイズの動画が撮影可能。パンフォーカス仕様であるが、本体内に設けられたスライドスイッチによりマクロモードへの切替が可能。VGAサイズ以上のモードはヒンジ開度120度付近の状態で本体を横に傾けて(ペングリップスタイル)撮影する。8倍デジタルズームはQVGA以上の撮影モードでは4倍相当となり、ジョグダイヤルを用いたリニアズームが使用可能。夜景モードやスポット測光機能、白色LED4灯による補助灯なども備える。カメラユニットは以前の機種で採用していたヒンジ部への搭載からディスプレイ側の先端付近に移設。カメラユニットに厚みがある関係でメインディスプレイが奥まった形状となっているため通話時にメインディスプレイ部分に皮脂などが付着しにくくなっているが、同様の理由で通話用スピーカーはカメラユニット隣に配置され左側にオフセットしている。着信通知用スピーカーは20mm口径のモノラルタイプ。
QVGA解像度を持つメインディスプレイの表示品質を活かした新システムフォント及びメニュー画面を採用。メニュー画面はプリセットの3種類の他に公式サイトで追加デザインをダウンロードすることが出来た。 Eメールは最大180文字、EZWeb では最大225文字を1画面で表示可。漢字変換時の予測候補も5行表示に増加。カラーサブディスプレイは正方形のものに変更。節電状態でも黒背景と白文字を使った情報表示(時計秒表示は無し)を常時行う。ジョグダイヤルは従来より幅が狭くなり、ヒンジ部付近に埋め込まれるように設置されている。ダイヤルキーボタンも出っ張りが無いデザインである。キー照明は往年のカセットレコーダーの残量確認照明を思わせるアンバー(赤に近いオレンジ)色。
プリセットデータには中島美嘉による「雪の華」の着うた(フルサイズではない)、松浦雅也によるAIBO「ERS-7」シリーズのテーマ音楽の着信音や効果音、キャラクター時計のJavaアプリケーション、モバイルムービー形式の映画予告編「バッドボーイズ 2バッド」など。
発売当時「光る着せ替えケータイ」A1101Sを進化させたような趣の設計と言われたが、その後開発されたA1402S、W21S、A1404Sなどの機種にも基本設計の類似点が多く見られた。本体デザインの方向性が類似しているソニー製ノートパソコン、VAIO PCG-Z1シリーズと共に持ち歩くユーザーもいた。

## 対応サービス
- EZ着うた
- EZ＠NAVI ※ナビウォークには非対応
- ムービーメール(S/M)
- EZムービー(S/M/L/LL)
- EZアプリ (Java) ※QVGAベースではないため拡大表示での実行となる